# オリビエ・オービン＝メルシエ
オリビエ・オービン＝メルシエ（Olivier Aubin-Mercier、1989年2月23日 - ）は、カナダの男性総合格闘家。ケベック州モントリオール出身。H2O MMA/トリスタージム所属。PFLライト級トーナメント2022・2023王者。

## 来歴
幼少期から柔道を経験する。カナダ国内のジュニア選手権で2度優勝し、シニア選手権ではメダルを3度獲得し、カナダ代表チームにも選出された。17歳の時にジョルジュ・サンピエールとマット・ヒューズの試合を観て総合格闘技に興味を持ち、2011年にプロ総合格闘技デビュー。

### TUF
2014年、リアリティ番組「The Ultimate Fighter」のNationsに参加。パトリック・コーテ率いるチーム・カナダに所属。ウェルター級トーナメント1回戦でジェイク・マシューズと対戦し、判定勝ち。準決勝でリチャード・ウォルシュと対戦し、リアネイキドチョーク1R一本勝ちを収め決勝進出を果たした。

### UFC
2014年4月16日、UFC Fight Night: Bisping vs. Kennedyのウェルター級トーナメント決勝でチャド・ラプリスと対戦し、1-2の判定負け。
2014年10月4日、ライト級復帰戦となったUFC Fight Night: MacDonald vs. Saffiedineでジェイク・リンジーと対戦し、キムラロックで2R一本勝ち。パフォーマンス・オブ・ザ・ナイトを受賞した。
2018年4月7日、UFC 223でエヴァン・ダナムと対戦し、ボディへの左膝蹴りでダウンを奪いパウンドで1RTKO勝ち。パフォーマンス・オブ・ザ・ナイトを受賞した。
2018年7月28日、UFC on FOX 30でライト級ランキング13位のアレクサンダー・ヘルナンデスと対戦し、0-3の判定負け。

### PFL
2021年6月10日、PFL初参戦となったPFL 4でマルチン・ヘルドと対戦し、3-0の判定勝ち。
2022年4月20日、PFL 1のライト級トーナメント・レギュラーシーズン1回戦でナタン・シュルテと対戦し、2-1の判定勝ちを収め3ポイントを獲得。6月17日、PFL 4でハウシュ・マンフィオと対戦し、3-0の判定勝ちを収め3ポイントを獲得し、合計6ポイントでプレーオフ進出を果たした。
2022年8月5日、PFL 7のライト級トーナメント準決勝でアレックス・マルティネスと対戦し、3-0の判定勝ち。11月25日、PFL 10のライト級トーナメント決勝でスティービー・レイと対戦し、右フックで2RKO勝ちを収め優勝を果たし、優勝賞金100万ドル（約1億4000万円）を獲得した。
2023年4月14日、PFL 3のライト級トーナメント・レギュラーシーズン1回戦でシェーン・ブルゴスと対戦し、3-0の判定勝ちを収め3ポイントを獲得。6月23日、PFL 6でアンソニー・ロメロと対戦し、右膝蹴りで3RKO勝ちを収め4ポイントを獲得し、合計7ポイントでプレーオフ進出を果たした。
2023年8月23日、PFL 9のライト級トーナメント準決勝でブルーノ・ミランダと対戦し、パウンドで2RTKO勝ち。11月24日、PFL 10のライト級トーナメント決勝でクレイ・コラードと対戦し、3-0の5R判定勝ち。2年連続で優勝を果たすとともに優勝賞金100万ドル（約1億5000万円）を獲得し、この試合を最後に引退を発表した。

## 戦績
| 総合格闘技 戦績 | 総合格闘技 戦績 | 総合格闘技 戦績 | 総合格闘技 戦績 | 総合格闘技 戦績 | 総合格闘技 戦績 | 総合格闘技 戦績 |
| --------------- | --------------- | --------------- | --------------- | --------------- | --------------- | --------------- |
| 26 試合         | (T)KO           | 一本            | 判定            | その他          | 引き分け        | 無効試合        |
| 21 勝           | 4               | 8               | 9               | 0               | 0               | 0               |
| 5 敗            | 0               | 0               | 5               | 0               | 0               | 0               |

| 勝敗 | 対戦相手                       | 試合結果                                   | 大会名                                                                | 開催年月日     |
| ○    | クレイ・コラード               | 5分5R終了 判定3-0                          | PFL 10 【2023年PFLライト級トーナメント決勝】                          | 2023年11月24日 |
| ○    | ブルーノ・ミランダ             | 2R 4:41 TKO（パウンド）                    | PFL 9 【2023年PFLライト級トーナメント準決勝】                         | 2023年8月23日  |
| ○    | アンソニー・ロメロ             | 3R 0:28 KO（右膝蹴り）                     | PFL 6                                                                 | 2023年6月23日  |
| ○    | シェーン・ブルゴス             | 5分3R終了 判定3-0                          | PFL 3                                                                 | 2023年4月14日  |
| ○    | スティービー・レイ             | 2R 4:40 KO（右フック）                     | PFL 10 【2022年PFLライト級トーナメント決勝】                          | 2022年11月25日 |
| ○    | アレックス・マルティネス       | 5分3R終了 判定3-0                          | PFL 7 【2022年PFLライト級トーナメント準決勝】                         | 2022年8月5日   |
| ○    | ハウシュ・マンフィオ           | 5分3R終了 判定3-0                          | PFL 4                                                                 | 2022年6月17日  |
| ○    | ナタン・シュルテ               | 5分3R終了 判定2-1                          | PFL 1                                                                 | 2022年4月20日  |
| ○    | ダレル・ホーチャー             | 5分3R終了 判定3-0                          | PFL 7                                                                 | 2021年8月13日  |
| ○    | マルチン・ヘルド               | 5分3R終了 判定3-0                          | PFL 4                                                                 | 2021年6月10日  |
| ×    | アルマン・ツァルキヤン         | 5分3R終了 判定0-3                          | UFC 240: Holloway vs. Edgar                                           | 2019年7月27日  |
| ×    | ギルバート・バーンズ           | 5分3R終了 判定0-3                          | UFC 231: Holloway vs. Ortega                                          | 2018年12月8日  |
| ×    | アレクサンダー・ヘルナンデス   | 5分3R終了 判定0-3                          | UFC on FOX 30: Alvarez vs. Poirier 2                                  | 2018年7月28日  |
| ○    | エヴァン・ダナム               | 1R 0:53 TKO（ボディへの左膝蹴り→パウンド） | UFC 223: Khabib vs. Iaquinta                                          | 2018年4月7日   |
| ○    | アンソニー・ロッコ・マーティン | 5分3R終了 判定2-1                          | UFC Fight Night: Rockhold vs. Branch                                  | 2017年9月16日  |
| ○    | ドリュー・ドーバー             | 2R 2:57 リアネイキドチョーク               | UFC 206: Holloway vs. Pettis                                          | 2016年12月10日 |
| ○    | ティボー・グティ               | 3R 2:28 リアネイキドチョーク               | UFC Fight Night: MacDonald vs. Thompson                               | 2016年6月18日  |
| ×    | ディエゴ・フェレイラ           | 5分3R終了 判定0-3                          | UFC on FOX 18: Johnson vs. Bader                                      | 2016年1月30日  |
| ○    | トニー・シムズ                 | 5分3R終了 判定3-0                          | UFC Fight Night: Holloway vs. Oliveira                                | 2015年8月23日  |
| ○    | デビッド・ミショー             | 3R 1:26 リアネイキドチョーク               | UFC 186: Johnson vs. Horiguchi                                        | 2015年4月25日  |
| ○    | ジェイク・リンジー             | 2R 3:22 キムラロック                       | UFC Fight Night: MacDonald vs. Saffiedine                             | 2014年10月4日  |
| ×    | チャド・ラプリス               | 5分3R終了 判定1-2                          | UFC Fight Night: Bisping vs. Kennedy 【ウェルター級トーナメント決勝】 | 2014年4月16日  |
| ○    | ジェイソン・メイセイ           | 1R 1:38 リアネイキドチョーク               | Challenge MMA 22                                                      | 2013年8月17日  |
| ○    | ジョーダン・ジュエル           | 1R 1:53 リアネイキドチョーク               | Slamm 1                                                               | 2012年11月30日 |
| ○    | ダニエル・アイルランド         | 1R 1:10 リアネイキドチョーク               | Ringside MMA 13                                                       | 2012年3月17日  |
| ○    | テオスカー・ヘルナンデス       | 1R 0:58 リアネイキドチョーク               | Ringside MMA 12                                                       | 2011年10月21日 |

## 獲得タイトル
- PFLライト級トーナメント 優勝（2022年・2023年）

## 表彰
- UFC パフォーマンス・オブ・ザ・ナイト（2回）